# زيت نخالة الرز

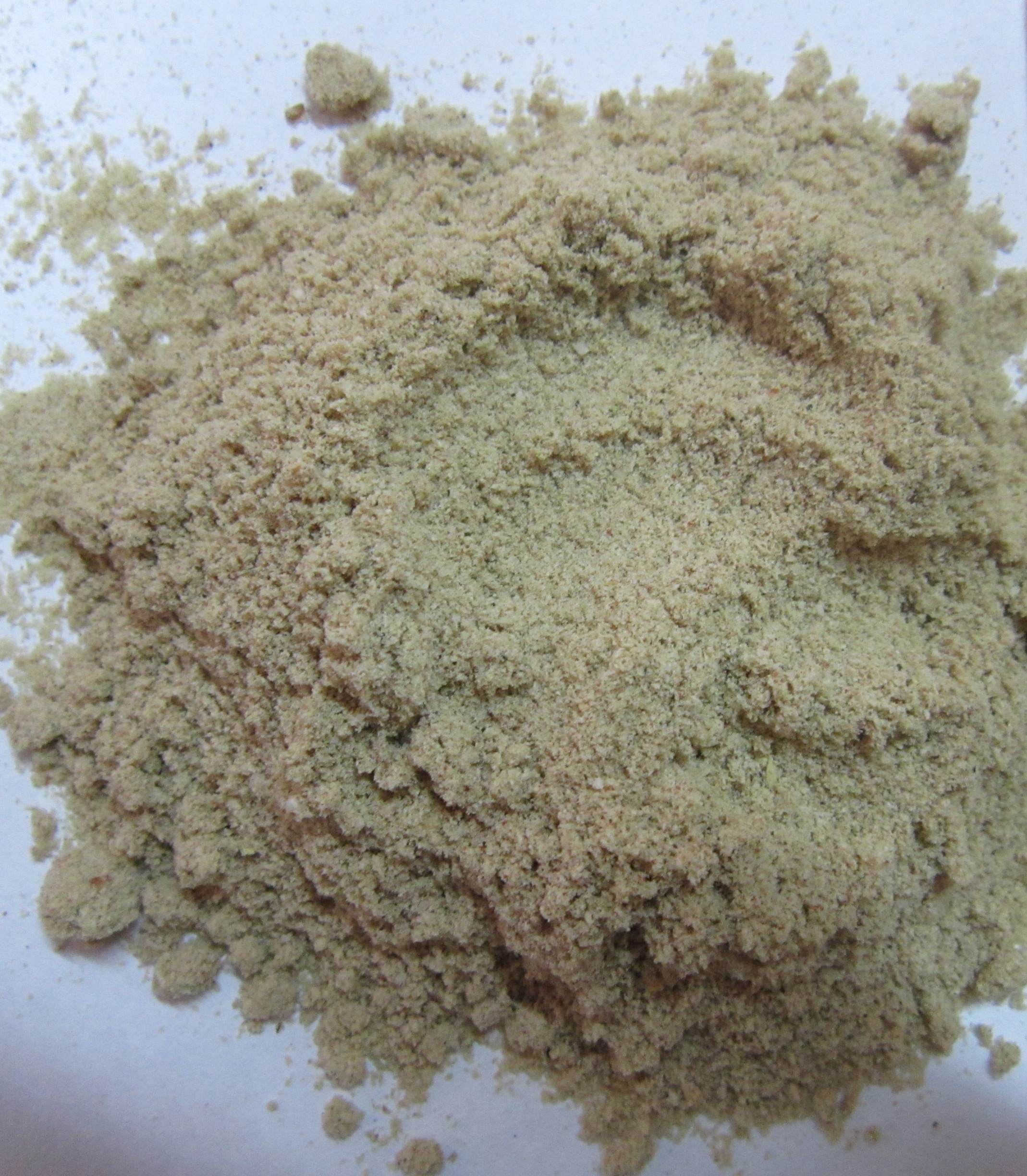

زيت نخالة الرز (بالإنجليزية: Rice bran oil)‏، هو زيت يستخرج من القشرة الداخلية للأرز، وهو معروف بأن درجة دخانه تصل إلى درجة عاليه (254 درجة مئويه) (490 درجة فهرنهيتيه)، وأيضاً يعرف بنكهته الخفيفة، مما يجعلة مناسباً للطهي في درجات حرارة عالية، كالقلي وما شابه. وهو مشهور في عدة دول آسيوية كزيت قلي، وخصوصاً في اليابان والصين. يمثل الرز بالنسبة لسكـان جنوب شرق آسيا من يابانيين وكوريين وغيرهم، وأيضاً للصينيين مصدراً للعيش والشفاء من الأمراض والعلل التي تصيب الإنسان، لذلك يعتبر الرز عندهم شيئاً مقدساً، يكادون يتناولونه في كل وجباتهم، من فطور، وغداء وعشاء.
وفي الآونة الأخيرة، بدأت تنتشر وتزداد وتكثر الأقاويل عن زيت نخالة الرز، ويتم الآن إجراء العديد من الأبحاث والدراسات في مختلف المعاهد العلمية والجامعات، لمعرفة ما إذا كان له دور في خفض نسبة الكولسترول في الدم أم لا، وبالفعل ظهرت لديهم عدة نتائج محفزة، ليواصلوا مشوارهم في البحث، فبدؤوا يتساءلون، ما هو سبب الذي يجعل نخالة الرز سبباً في خفض نسبة الكولسترول، أهو ما يحتويه من دهون ؟ أم أن هناك فيتامين إي الذي يتواجد فيه بنسبة كبيرة كان له دور في خفض نسبة الكولسترول؟

## مكونات زيت نخالة الرز
يحتوي على نسبة كبيرة من الدهون، وتشكل نسبة الدهون الأحادية ما يقارب 47 بالمئة من الدهون الموجودة في زيت نخالة الرز، و33 بالمئة غير مشبعة، و20 بالمئة مشبع. ويتركب زيت نخالة الأرز أيضاً من أحماض دهنية كالتالي :
```
الحامض النخيلي
 15%

دهني
 1.9%

الأوليك
 42.5٪

اللينوليك
 39.1٪

ينولينيك
 1.1٪
```

## استخراج زيت نخالة الأرز
يستخرج زيت الأرز من نخالة حبوب الأرز، فالمحصول من الأرز يمر بمراحل من العمليات المتعددة حتى يصبح في متناول الأيادي، على هيئته كحبوب بيضاء، فالمحاصيل التي يتم استخراجها من الحقول، يكون مغطى بقشرة من الألياف الذي تتم إزالتها لاحقاً، ونحصل بذلك على أرز بني اللون، والجدير بالذكر أن الطبقة البنية اللون تحتوي على غالب الفيتامينات والمعادن والزيوت، وهي التي تسمى النخالة، ومنها يستخلص زيت نخالة الأرز، ويجدر الإشارة إلى أن الطبقة البنية اللون تشكل 8% من وزن حبة الأرز، وأن 20% من زيت الأرز نخالة عبارة عن زيوت نباتية.

## استخدامات زيت نخالة الأرز
كان يستخدم كإضافة إلى الطعام، ولكن بعد أن حصل تطور في عمليات العصر والإنتاج، أصبح يستخدم كزيت نباتي للطهي والقلي، خصوصاً أن لديه القدرة على تحمل درجات الحرارة المرتفعة، وهذا بعكس زيت الزيتون.ونتيجة لذلك أصبح العديد من الناس يستسيغون طعمه خصوصاً وأنه يشبه نكهة الجوز، خاصة عند طهي مختلف المأكولات البحرية كالروبيان وغيرها ويرجع ذلك إلى كونه غير قابل للامتصاص من المأكولات المقلية.

## إنتاج زيت نخالة الأرز
بدأت الولايات المتحدة الأمريكية إنتاجه منذ عام 1994م، ولكن تظل الهند وإندونيسيا والصين الأعلى في إنتاجه.

## الدراسات والأبحاث التي أجريت عليه
تم إجراء العديد من الأبحاث في هذا المجال، ولعل ما يلفت النظر، ما نشرته مجلة الرابطة الأمريكية، في يناير ( كانون الثاني ) من عام 2005م، حيث أنهم وجدوا أنه تسبب في خفض نسبة الكولسترول 7% تقريباً، ولكن عاب على الدراسة، قلة الأفراد المشمولين في البحث، لكنها من ناحية نتائج كانت مشجعة، ففكروا في إجراء دراسة على شريحة أكبر من الناس، وبدؤوا يبحثون عن المادة التي لها دور في تخفيض نسبة الكولسترول.
ففي شهر ( مايو ) عام 2005 م، نشرت مجلة علم سموم الغذاء والمواد الكيميائية، نتائج دراسة توضح أن هناك نوع فريد من فيتامين إي في زيت نخالة الأرز إذا تم تناوله فإنه يخفض نسبة الكولسترول الكلي في الدم بنسبة 42% والكولسترول الخفيف بمقدار 62% وذلك لدى الفئران. وقد تم تفسير هذه النتائج من قبل خبراء في جامعة روتشستر.

## انظر أيَضًا
- نخالة الأرز القابلة للذوبان